# Ralph Willis
Pour les articles homonymes, voir Willis et Ralph Willis (musicien).
Ralph Willis (né le 20 décembre 1932 à St. Catharines, dans la province de l'Ontario au Canada) est un joueur professionnel canadien de hockey sur glace.

## Carrière en club
En 1953, il commence sa carrière avec les Bears de Hershey dans la Ligue américaine de hockey.

## Statistiques
| Saison    | Équipe                | Ligue  |    | Saison régulière | Saison régulière | Saison régulière | Saison régulière | Saison régulière |   | Séries éliminatoires | Séries éliminatoires | Séries éliminatoires | Séries éliminatoires | Séries éliminatoires |
| Saison    | Équipe                | Ligue  | PJ | B                | A                | Pts              | Pun              | PJ               | B | A                    | Pts                  | Pun                  |                      |                      |
| 1951-1952 | Flyers de Barrie      | AHO    | 30 | 1                | 9                | 10               | 0                | -                | - | -                    | -                    | -                    |                      |                      |
| 1952-1953 | Flyers de Barrie      | AHO    | 56 | 4                | 15               | 19               | 0                | -                | - | -                    | -                    | -                    |                      |                      |
| 1953-1954 | Bears de Hershey      | LAH    | 47 | 3                | 6                | 9                | 24               | -                | - | -                    | -                    | -                    |                      |                      |
| 1954-1955 | Bears de Hershey      | LAH    | 16 | 0                | 0                | 0                | 6                | -                | - | -                    | -                    | -                    |                      |                      |
| 1955-1956 | Bulldogs de Windsor   | OHA Sr | 24 | 3                | 4                | 7                | 0                | -                | - | -                    | -                    | -                    |                      |                      |
| 1955-1956 | Trois-Rivières-Québec | LHQ    | 5  | 0                | 0                | 0                | 6                | -                | - | -                    | -                    | -                    |                      |                      |